# Commando Nanny
Commando Nanny est une série télévisée américaine créée par Mark Burnett qui était prévue pour débuter le 17 septembre 2004 sur le réseau The WB mais qui n'a jamais été diffusée.

## Synopsis
Un ancien militaire britannique, Miles Ross débarque dans une famille américaine, à Beverly Hills en Californie. Ils lui offrent le gite en échange du baby sitting de leurs enfants. Miles Ross va alors vite découvrir à quel point cette mission est périlleuse.

## Distribution
- Owain Yeoman / Philip Winchester : Miles Ross
- Gerald McRaney : Ben Winter
- Ricky Mabe : Steven Winter
- Kristin Datillo : Lizzie Winter
- Beatrice Rosen : Katie Winter
- Max Wolf Burkholder : Seth Winter
- Adam Campbell : Nick

## Commentaires
Une fois le pilote tourné, l'acteur principal s'étant cassé le pied, un autre acteur devant se faire opérer de toute urgence et un des producteurs s'étant retiré, la série fut rapidement annulée. Deux épisodes furent toutefois tournés.